# Heinrich I. (Trier)
Heinrich I. († 3. Juli 964 in Rom) war von 956 bis zu seinem Tod Erzbischof von Trier.

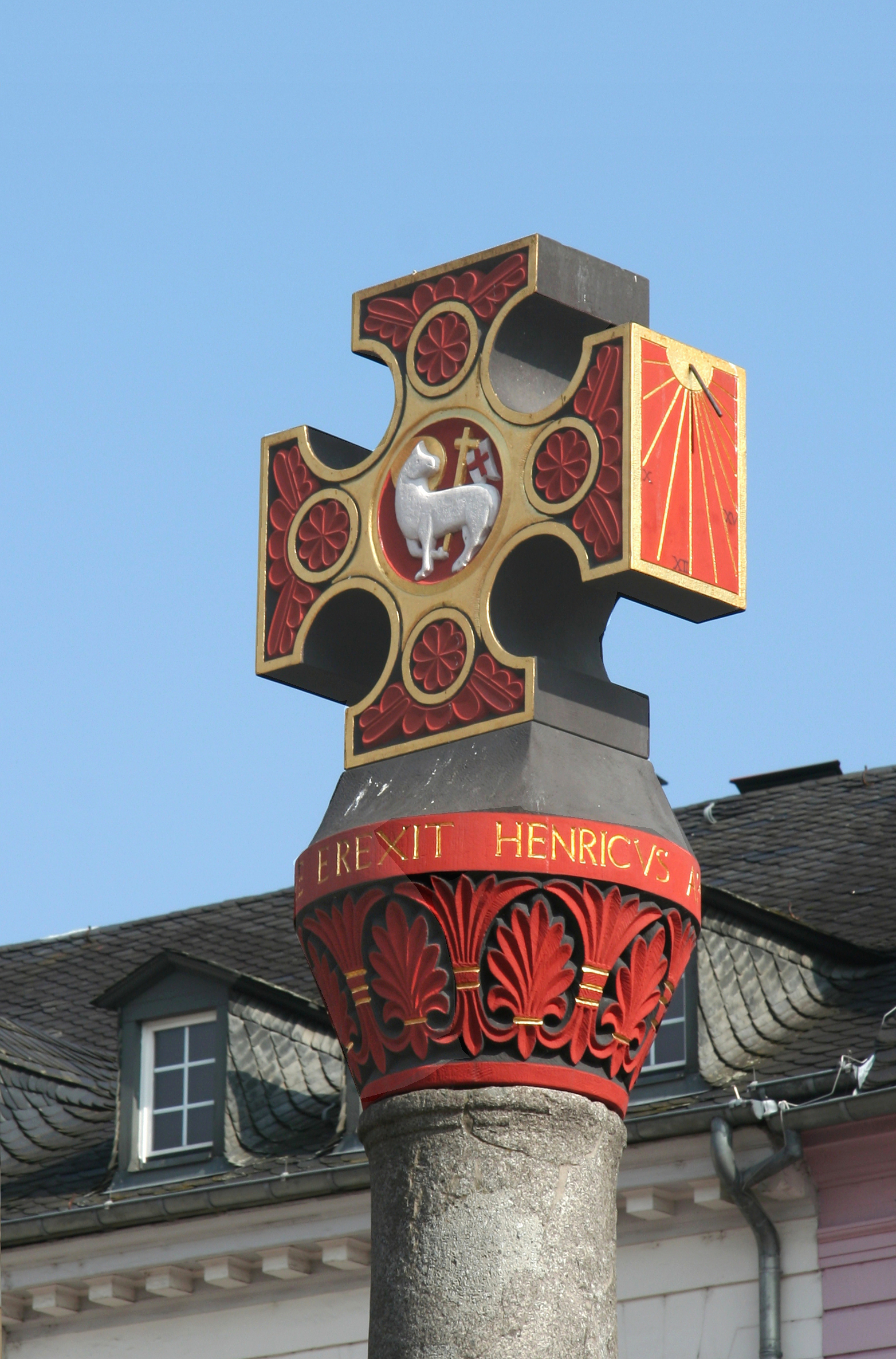
Das Marktkreuz (Trier), um 958 von Erzbischof Heinrich I. errichtet

Er war der Bruder des Bischofs Poppo I. von Würzburg († 961) und wohl der Sohn des Grafen Heinrich aus der Familie der fränkischen Babenberger; ein weiterer Bruder war vermutlich Berthold von Schweinfurt, der mächtige Graf im östlichen Franken.
Heinrich wurde – gemeinsam mit Wolfgang, dem späteren Bischof von Regensburg – im Kloster Reichenau ausgebildet; Wolfgang und er gingen später zu Stephan von Novara an die neue Domschule in Würzburg, wo sein Bruder Poppo seit 941 Bischof war. König Otto I. ernannte ihn, der von Flodoard als propinquus des Kaisers bezeichnet wird, 956 zum Erzbischof von Trier.
Am 26. Mai 961 war er neben Brun von Köln und Wilhelm von Mainz der dritte Erzbischof, der Otto II. in Aachen zum König salbte. Er nahm auch an Ottos anschließendem Italienzug teil und war somit in Rom zugegen, als Otto die Päpste Johannes XII. und Benedikt V. absetzte. Heinrich starb in Rom an einer Seuche, die im Heer des Kaisers ausgebrochen war. Er wurde in Parma begraben und später in den Trierer Dom umgebettet.